# Фарид Мондрагон
Фарид Мондрагон (ісп. Faryd Mondragón, нар. 21 червня 1971, Калі) — колумбійський футболіст, що грав на позиції воротаря. Насамперед відомий виступами за турецький «Галатасарай», а також національну збірну Колумбії.
Найбільш віковий гравець фінальних частин чемпіонатів світу — вийшов на поле у грі чемпіонату світу 2014 року у віці 43 років і 3 днів.

## Клубна кар'єра
У дорослому футболі дебютував 1990 року виступами за команду клубу «Депортіво Калі», в якій провів лише одну гру чемпіонату. 
Згодом з 1991 по 2001 рік грав у складі команд клубів «Санта-Фе», «Серро Портеньйо», «Аргентинос Хуніорс», «Індепендьєнте» (Авельянеда), «Реал Сарагоса», «Індепендьєнте» (Авельянеда) та «Мец». Протягом цих років виборов титул чемпіона Аргентини, ставав переможцем Рекопи Південної Америки.
Своєю грою за останню команду привернув увагу представників тренерського штабу клубу «Галатасарай», до складу якого приєднався 2001 року. Відіграв за стамбульську команду наступні шість сезонів своєї ігрової кар'єри. Більшість часу, проведеного у складі «Галатасарая», був основним голкіпером команди. За цей час додав до переліку своїх трофеїв два титули чемпіона Туреччини, ставав володарем Кубка Туреччини.
Протягом 2007—2012 років захищав кольори клубів «Кельн» та «Філадельфія Юніон».
До складу клубу «Депортіво Калі» приєднався 2012 року, виступав у цьому рідному для себе клубі до завершення професійної кар'єри у 2014.

## Виступи за збірну
1993 року дебютував в офіційних матчах у складі національної збірної Колумбії. Наразі провів у формі головної команди країни 44 матчі.
У складі збірної був учасником чемпіонату світу 1994 року у США, чемпіонату світу 1998 року у Франції, розіграшу Кубка Америки 1993 року в Еквадорі, на якому команда здобула бронзові нагороди, розіграшу Кубка Америки 1997 року у Болівії, розіграшу Золотого кубка КОНКАКАФ 2003 року у США та Мексиці, розіграшу Золотого кубка КОНКАКАФ 2005 року у США.
Був включений до заявки збірної Колумбії для участі у фінальній частині чемпіонату світу 2014 року. За п'ять хвилин до завершення останньої гри групового етапу турніру проти збірної Японії, який колумбійці на той час вже вигравали з рахунком 3:1, вийшов на заміну замість капітана команди Давіда Оспіни. На момент виходу на поле Мандрагону виповнилося 43 роки і 3 дні, таким чином він став найстарішим гравцем, який виходив на поле у фінальних частинах чемпіонатів світу. Попередній рекорд належав камерунцю Роже Міллі, який грав на чемпіонаті світу 1994 року у 42-річному віці.

## Титули і досягнення
- Переможець Рекопи Південної Америки (1):

«Індепендьєнте»: 1995
- Переможець Суперкубка Лібертадорес (1):

«Індепендьєнте»: 1995
- Чемпіон Туреччини (2):

«Галатасарай»: 2001–02, 2005–06
- Володар Кубка Туреччини (1):

«Галатасарай»: 2004–05
- Переможець Суперліги Колумбії (1):

«Депортіво Калі»: 2014
Збірні
- Бронзовий призер Кубка Америки: 1993